# Carrier grade
В телекоммуникационных системах термины Carrier grade («операторский класс») или Carrier Class относят к системам, их аппаратным или программным компонентам, которые отличаются высокой надёжностью. Такие системы должны быть хорошо оттестированы. Carrier grade системы разрабатываются для достижения уровня доступности «пять девяток» и должны иметь высокую скорость восстановления работоспособности в случае сбоя (менее 50 мс).